# 小行星5180
小行星5180（英語：5180 Ohno）是一颗围绕太阳公转的小行星。1989年4月6日，T. Fujii、渡邊和郎在北见发现了此天体。
这颗小行星的绝对星等为58.79771等。